# Piława (Kłębowiec)
Piława (niem. Pilowbrück) – część wsi Kłębowiec w Polsce, położona w województwie zachodniopomorskim, w powiecie wałeckim, w gminie Wałcz.
W latach 1975–1998 Piława administracyjnie należała do województwa pilskiego.
Obok Piławy przepływa struga Piławka, dopływ Dobrzycy.